# Latrodectus elegans
Latrodectus elegans es una especie de araña de la familia Theridiidae. Se distribuye por  Myanmar, Tailandia, India, China y Japón.